# Сомарриба, Жоан
Жоан Сомарриба Аррола (исп. Joane Somarriba Arrola, род. 11 августа 1972, Герника, Бискайя) — испанская профессиональная велогонщица международного класса.
Она выиграла Гранд Букль феминин в 2000, 2001 и 2003 годах и Джиро д’Италия Донне в 1999 и 2000 годах. На чемпионате мира 2003 года в Гамильтоне (Канада) она одержала победу в индивидуальной гонке с раздельным стартом. Кроме того, она стала серебряным призёром чемпионата мира 2005 года в Мадриде и завоевала бронзовую медаль в групповой гонке на чемпионате мира 2002 года в Хёсден-Золдере (Бельгия).
Она ушла из велоспорта в 2005 году.

## Спортивная карьера
Жоан Сомарриба начала свой богатый послужной список с победы в чемпионате Испании по шоссейному велоспорту среди юниоров три года подряд (1987, 1988 и 1989).
Её выдающиеся международные результаты с самого начала были связаны с участием в Джиро д’Италия Донне 1996 и 1998 годов, где она финишировала четвёртой и шестой соответственно. Однако именно в 1999 году она впервые поднялась на высшую ступень пьедестала почёта этой гонки. В 2000 году она сохранила розовую майку победительницы Джиро и добилась своего самого значительного успеха, выиграв Гранд Букль феминин. В том же году она также выиграла Эмакумин Бира. В следующем сезоне она одержала свою вторую победу в Гранд Букль феминин (хотя в тот год это была гораздо менее престижная гонка, так как она была любителем), выиграв три этапа.
В 2002 году она повторила свой финиш на подиуме Гранд Букль феминин, на этот раз заняв третье место. В следующем году она в третий раз выиграла Гранд Букль феминин (снова в любительской гонке), а на чемпионате мира в Гамильтоне (Канада) завоевала золотую медаль в индивидуальной гонке, хотя механическая поломка не позволила ей побороться за победу в групповой гонке, в которой она была фаворитом.
Жоан Сомарриба также трижды принимала участие в Олимпийских играх — в 1996, 2000 и 2004 годах, хотя и не завоевала ни одной медали. Она хотела принять участие в Олимпийских играх 1992 года, но перед этим получила травму межпозвоночного диска, из-за чего ей пришлось сделать перерыв до 1993 года, и временами казалось, что ей придётся завершить карьеру. На Олимпийских играх в Сиднее она заняла пятое место в индивидуальной гонке с раздельным стартом.
В 2004 году она сосредоточила свою подготовку и цели на Олимпийских играх в Афинах и чемпионате мира в Вероне (Италия). На Олимпийских играх 2004 она получила два олимпийских диплома, заняв седьмое место в индивидуальной гонке и в групповой гонке. В том же году она финишировала четвёртой в индивидуальной гонке на чемпионате мира и седьмой в групповой гонке.
В 2005 году Жоан ушла из профессионального велоспорта после чемпионата мира в Мадриде, где она завоевала серебряную медаль в индивидуальной гонке с раздельным стартом.
В сезоне 2023—2024 года Жоан Сомарриба работала в качестве представителя команды Laboral Kutxa.

### Достижения
1987
 Чемпионат Испании (юниоры)
1988
 Чемпионат Испании (юниоры)
Эмакумин Бира
1991
Эмакумин Бира
1993
3-я на Чемпионате Испании, групповая гонка
1994
 Чемпионат Испании, групповая гонка
1996
 Чемпионат Испании, индивидуальная гонка
3-я на Чемпионате Испании, групповая гонка
4-я на Джиро Донне
1997
2-я на Чемпионате Испании, индивидуальная гонка
3-я на Чемпионате Испании, групповая гонка
1998
Горла-Миноре
Andrakas
3-я на Джиро дель Трентино-Альто-Адидже — Южный Тироль
6-я на Джиро Донне
1999
 Джиро Донне
Генеральная классификация
10-й этап (индивидуальная гонка)
Джиро дель Венето
2-й этап Эмакумин Бира
7-я на чемпионате мира, групповая гонка
2000
 Гранд Букль феминин
Генеральная классификация
4-й этап
 Джиро Донне
Генеральная классификация
3b этап (индивидуальная гонка)
Эмакумин Бира
3-я на Ронде Аквитании
3-я на Трофи Интернешнл
5-я на Олимпийских играх, индивидуальная гонка
2001
 Гранд Букль феминин
Генеральная классификация
1a, 2-й и 10-й (индивидуальная гонка) этапы
4-я на Джиро Донне (после дисквалификации за допинг занявшей 1-е место Стагурской)
2002
Дуранго-Дуранго Эмакумин Сариа
 Бронзовая медаль чемпионата мира, групповая гонка
3-я на Гранд Букль феминин
4-я на чемпионате мира, индивидуальная гонка
7-я на Гран-при Плуэ — Бретань
2003
 Чемпионат мира
 Гранд Букль феминин
Генеральная классификация
2-й и 3-й этапы
Дуранго-Дуранго Эмакумин Сариа
2-я Хроно Наций
3-я на Джиро Донне
3-я на чемпионате Испании
4-я на Гран-при Плуэ — Бретань
2004
Дуранго-Дуранго Эмакумин Сариа
Эмакумин Бира
Генеральная классификация
2-й, 3a и 3b (индивидуальная гонка) этапы
4-я на чемпионате мира, индивидуальная гонка
7-я на чемпионате мира, групповая гонка
2005
Трофи д’Ор
Генеральная классификация
3-й этап (индивидуальная гонка)
 Серебряная медаль чемпионата мира, индивидуальная гонка
2-я на Джиро Донне

### Статистика выступления наГранд-турах
| Гонка / Год         | 1994 | 1995 | 1996 | 1997 | 1998 | 1999 | 2000 | 2001 | 2002 | 2003 | 2004 | 2005 |
| ------------------- | ---- | ---- | ---- | ---- | ---- | ---- | ---- | ---- | ---- | ---- | ---- | ---- |
| Гранд Букль феминин | —    | 27   | —    | —    | —    | DNF  | 1    | 1    | 3    | 1    | —    | —    |
| Тур де л'Од феминин | —    | —    | 13   | —    | —    | —    | —    | DNF  | —    | —    | —    | —    |
| Джиро Роза          | 39   | —    | 4    | 14   | 6    | 1    | 1    | 5    | —    | 3    | 24   | 2    |

## Личная жизнь
Жоан Сомарриба родилась 11 августа 1972 года в Сопелане, городке в бискайском регионе Урибе-Коста, но выросла в Бильбао, потому что её мать держала ресторан на бискайском побережье в Пленсии, деревне в 35 километрах от столицы. Его отец, Биттор, моряк по профессии, использовал время, проведённое на суше, для велосипедных прогулок, сначала вокруг Бермео, а затем вокруг Сопеланы, и постепенно привил свою страсть к велоспорту трём дочерям: Аиньоа, Жоане и Ираиде.
В детстве и юности она жила в баскских городах Бермео и Сопелана. Она прошла университетский ориентационный курс, когда решила бросить учёбу, чтобы посвятить себя профессиональному велоспорту — хобби, привитому ей отцом.
В 1991 и 1992 годах ей пришлось пережить самый тяжёлый период в своей жизни из-за осложнений, возникших после простой операции по удалению грыжи межпозвоночного диска. Во время подготовки к Олимпийским играм в Барселоне обнаружилось, что во время операции в её позвоночник попала инфекция, которая повредила нервный центр и почти приковала её к инвалидному креслу. В 1991 году её срочно прооперировали, чтобы она успела восстановиться к Олимпийским играм. Операция не помогла, и помимо того, что она не смогла принять участие в Играх, врачи посоветовали ей навсегда забыть о велоспорте.
В 2005 году вместе со спортивным журналистом El Mundo Хоном Ривасом она написала автобиографию под названием «Жоан Сомарриба», чтобы показать свет и тень женского велоспорта и передать страсть к этому виду спорта.
Жоан Сомарриба замужем за Рамоном Гонсалесом Арриетой, бывшим велогонщиком, который также был её менеджером и тренером. Она — мать троих детей.

## Награды
- Золотая медаль Королевского ордена «За спортивные заслуги», присуждаемая Высшим спортивным советом (2001)[8]
- Премия королевы Софии[исп.] (высшая категория Национальной спортивной премии Испании[исп.] для женщин) (2003)
- Лучшая спортсменка года в Испании (2003)

## В культуре
Жоан Сомарриба установлен памятник в её родном городе, Сопелане. Он находится у входа в спортивный центр с бассейном.